# Десић
Десић је насеље у Србији у општини Шабац у Мачванском округу. Према попису из 2022. било је 180 становника.
Овде се налази археолошки локалитет из праисторије, тј. бакарног доба.

## Галерија
- Дом културе
- Спомен плоча
- Центар села
- Центар села

## Демографија
У насељу Десић живи 248 пунолетних становника, а просечна старост становништва износи 42,8 година (40,3 код мушкараца и 45,1 код жена). У насељу има 105 домаћинстава, а просечан број чланова по домаћинству је 2,88.
Ово насеље је у потпуности насељено Србима (према попису из 2002. године), а у последња три пописа, примећен је пад у броју становника.
|  |

| Демографија | Демографија | Демографија |
| Година      | Становника  | Становника  |
| ----------- | ----------- | ----------- |
| 1948.       | 667         |             |
| 1953.       | 684         |             |
| 1961.       | 585         |             |
| 1971.       | 484         |             |
| 1981.       | 409         |             |
| 1991.       | 383         | 366         |
| 2002.       | 302         | 307         |

| Етнички састав према попису из 2002.‍ | Етнички састав према попису из 2002.‍ | Етнички састав према попису из 2002.‍ | Етнички састав према попису из 2002.‍ | Етнички састав према попису из 2002.‍ |
| ------------------------------------ | ------------------------------------ | ------------------------------------ | ------------------------------------ | ------------------------------------ |
|                                      |                                      |                                      |                                      |                                      |
| Срби                                 | Срби                                 |                                      | 302                                  | 100,0%                               |
| непознато                            | непознато                            |                                      | 0                                    | 0,0%                                 |

| Година пописа     | 1948. | 1953. | 1961. | 1971. | 1981. | 1991. | 2002. |
| ----------------- | ----- | ----- | ----- | ----- | ----- | ----- | ----- |
| Број домаћинстава | 127   | 132   | 129   | 122   | 121   | 119   | 105   |

| Број чланова      | 1  | 2  | 3  | 4  | 5 | 6  | 7 | 8 | 9 | 10 и више | Просек |
| ----------------- | -- | -- | -- | -- | - | -- | - | - | - | --------- | ------ |
| Број домаћинстава | 22 | 34 | 18 | 11 | 8 | 10 | 2 | 0 | 0 | 0         | 2,88   |

| Пол    | Укупно | Неожењен/Неудата | Ожењен/Удата | Удовац/Удовица | Разведен/Разведена | Непознато |
| ------ | ------ | ---------------- | ------------ | -------------- | ------------------ | --------- |
| Мушки  | 124    | 37               | 74           | 6              | 4                  | 3         |
| Женски | 135    | 20               | 74           | 34             | 6                  | 1         |
| УКУПНО | 259    | 57               | 148          | 40             | 10                 | 4         |

| Пол    | Укупно                    | Пољопривреда, лов и шумарство | Рибарство                            | Вађење руде и камена | Прерађивачка индустрија       |
| ------ | ------------------------- | ----------------------------- | ------------------------------------ | -------------------- | ----------------------------- |
| Мушки  | 98                        | 86                            | 0                                    | 0                    | 3                             |
| Женски | 70                        | 66                            | 0                                    | 0                    | 0                             |
| УКУПНО | 168                       | 152                           | 0                                    | 0                    | 3                             |
| Пол    | Производња и снабдевање   | Грађевинарство                | Трговина                             | Хотели и ресторани   | Саобраћај, складиштење и везе |
| Мушки  | 0                         | 1                             | 0                                    | 0                    | 0                             |
| Женски | 0                         | 0                             | 1                                    | 0                    | 0                             |
| УКУПНО | 0                         | 1                             | 1                                    | 0                    | 0                             |
| Пол    | Финансијско посредовање   | Некретнине                    | Државна управа и одбрана             | Образовање           | Здравствени и социјални рад   |
| Мушки  | 1                         | 0                             | 3                                    | 1                    | 1                             |
| Женски | 0                         | 0                             | 1                                    | 1                    | 0                             |
| УКУПНО | 1                         | 0                             | 4                                    | 2                    | 1                             |
| Пол    | Остале услужне активности | Приватна домаћинства          | Екстериторијалне организације и тела | Непознато            | Непознато                     |
| Мушки  | 1                         | 0                             | 0                                    | 1                    | 1                             |
| Женски | 0                         | 0                             | 0                                    | 1                    | 1                             |
| УКУПНО | 1                         | 0                             | 0                                    | 2                    | 2                             |

Ово село се налази на око 25 км од Шапца, између села Милошевац и Грушић. Сво становништво је српске националности.